# Nikolaos Kaklamanakis
Nikolaos Kaklamanakis (Grekiska: Νικόλαος Κακλαμανάκης), född 19 augusti 1968 i Aten, är en före detta grekisk vindsurfare.
Kaklamanakis vann guld i mistral vid de Olympiska sommarspelen 1996 i Atlanta och tog silver vid de olympiska sommarspelen 2004 i Aten. Han har även tagit guld och silver i VM. Mest känd är han dock för att han tände den olympiska elden vid invigningen av de Olympiska sommarspelen 2004 den 13 augusti 2004.